# Río Jutaí
El río Jutaí es un largo río amazónico brasileño, un afluente del río Solimoes, que baña el estado de Amazonas. Tiene una longitud de 1050 km.

## Geografía
El río Jutaí es un río de aguas blancas, que nace al sur del territorio indígena del Vale do Javari. Discurre en dirección noreste, en un curso paralelo al río Jandiatuba, al Oeste, y al del río Juruá, el Este. En su curso medio bordea por el oeste el territorio indígena Rio Bia y en la parte baja, la Reserva Ecológica Jutaí-Solimões. Tiene como principales afluentes los ríos Mutum (320 km), Boiá, Biá (470 km) y Zinho o Riozinho (430 km). 
El río pasa por las localidades de Nova Vida, Tamanduá y Jutaí (27.110 hab. en 2005), donde desemboca en el río Solimões. 